# Tavričeskoe
Tavričeskoe (in russo Таврическое?) è un insediamento operaio dell'oblast' di Omsk, in Russia, nella parte sud della Siberia Occidentale. È il centro amministrativo del distretto Tavričeskij.
Si trova a 13 km dalla riva sinistra del fiume Irtyš, 58 km a sud di Omsk.